# 希爾柏·謝迪

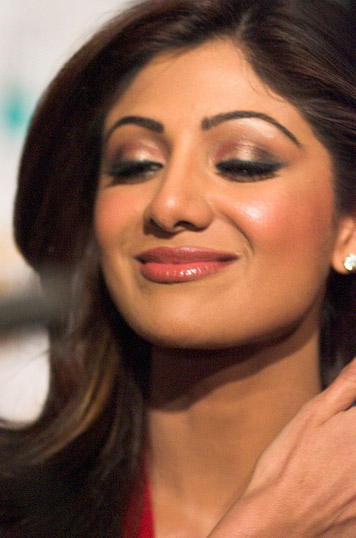

希爾柏·謝迪（Shilpa Shetty，1975年6月8日—），印度寶萊塢电影演员，1993年拍攝了首部電影。

## 名作

### 成名作
- 阿格（1994年）──被提名印度電影觀眾獎：最佳女配角。

### 近期
- 都市浮生錄（2007年）

## 得獎項

### 實得
- 2007年: 英國電視節目──Big Brother Celebrity ── 獎金：三十六萬七千五百英鎊 (£367,500 GBP)

## 外部連結
- 希爾柏·謝迪在互联网电影资料库（IMDb）上的資料（英文）
- BBC News （页面存档备份，存于）上的个人资料
- Scandal with American actor Gere at AIDS awareness gathering （页面存档备份，存于）（CNN文章）
- Interview with Shilpa on WHO.com